# Morpheus (videojuego)
Morpheus es un videojuego de aventuras en primera persona lanzado en 1998 para PC y Macintosh, fue desarrollado por Soap Bubble Productions y distribuido por Piranha Interactive Publishing Inc.

## Jugabilidad
El juego es un videojuego de aventuras en primera persona similar a Myst con interface point and click, sin embargo se puede cambiar de posición haciendo click y arrastrando el ratón. Haciendo clic al ratón lo llevará a cierta dirección mostrando en transición los movimientos del jugador.

## Argumento
El año es 1928, un magnate del aceite de pescado y miembro del Club de Exploradores, el Comandante Theodore Homes está intentando viajar a través del Polo Norte en un globo de aire caliente. Mientras hace sus preparativos, un hombre sufre de los estragos del clima y dice palabras incoherentes, él menciona un crucero de lujo llamado Herculania y que la gente de allí necesita ayuda. Intrigado por esto, va en su ayuda y desaparece.
En 1952 Matthew Holmes, su hijo, se prepara a buscar a su padre para darle fin a su caso. Desafortunadamente se pierde y empieza a perder la comprensión entre el mundo real y el de los sueños. Cuando está a punto de sucumbir al clima, descubre el barco que su padre ha estado buscando. ¿Podría este barco tener las respuestas a la desaparición de su padre?

## Desarrollo
Tomó cuatro años desarrollar todo el sonido, gráficos y el montaje de acción en vivo. El motor del juego fue hecho con QuickTime 3.0 incluyendo Quicktime VR para las tomas panorámicas y QuickTime Video para las transiciones.

## Reparto
- Jim Lynch como Arctic Explorer / Jan Pharris
- Tatijana Shoan como Claire Moon
- Michael Locasio como Jonathan Cleveland Pharris
- Peter J. Coriaty como Dr. John Malherbe
- James M. O'Donogue como Leo Galte
- Judith Boxley como Grace Thermon
- Dorothy Shotz como Belle Swan
- Jim Andralis como Billy Mexler